# Зомбковія
Зомбковія (пол. Ząbkovia Ząbki) — професіональний польський футбольний клуб із міста Зомбки.

## Історія
Колишні назви:
- 1922: Зомбковія Зомбки (пол. Ząbkovia Ząbki)
- 194?: Звьонзковєц Зомбки (пол. Związkowiec Ząbki)
- 19??: Будовляні Зомбки (пол. Budowlani Ząbki)
- 19??: Бетон-Сталь Зомбки (пол. Beton-Stal Ząbki)
- 19??: Зомбковія Зомбки (пол. Ząbkovia Ząbki)
- 6.03.1994: МКС Долькан Зомбки (пол. MKS [Miejski Klub Sportowy] Dolcan Ząbki)
- 2000: ССА Долькан-Спорт МКС Долькан Зомбки (пол. SSA [Sportowa Spółka Akcyjna] Dolcan-Sport MKS Dolcan Ząbki)
- 2018: Зомбковія Зомбки (пол. Ząbkovia Ząbki)[1]

У 1922 році був організований футбольний клуб, який отримав назву «Зомбковія Зомбки». Команда проводила матчі з локальними суперниками. Після Другої світової війни клуб відновив діяльність. У 1949 рішенням польських влад багато клубів розформовано і перетворено на радянський спосіб. «Зомбковія Зомбки» був перейменований спочатку на «Звьонзковєц Зомбки», а потім на «Будовляні Зомбки» і «Бетон-Сталь Зомбки». Після десталінізації влади клуб повернув попередню назву «Зомбковія Зомбки». 6 березня 1994 року клуб прийняв сучасну назву «Долькан Зомбки». У 1996 команда зайняла 1 місце у варшавській групі ІІІ ліги і дебютувала у ІІ лізі. Але не змогла утриматися в ній і після сезону спала до ІІІ ліги. У 2000 році знову стартувала в ІІ лізі, але так як і попередньо після сезону спала до ІІІ ліги, а потім балансувала поміж ІІІ і IV лігами. Влітку 2008 року знову зайняла 1 місце у першій групі ІІІ ліги і здобула путівку до ІІ ліги, яка у результаті реформи системи футбольних ліг стала називатися І лігою.

## Титули та досягнення
- Чемпіонат Польщі (І ліга):
  - 8 місце (1): 2009
- Кубок Польщі:
  - 1/8 фіналу (1): 2010